# Бяла (област Варна)
Вижте пояснителната страница за други значения на Бяла.
Бя̀ла е град в Североизточна България. Той е в близост до брега на Черно море и е най-малкият град във Варненска област с население 2262 души по настоящ адрес към 15.9.2024 г.  Градът е административен център на община Бяла.

## География
Град Бяла се намира на границата между Варненска и Бургаска област, почти на равно разстояние от областните градове Варна (56 км) и Бургас (70 км). Най-близкият град до Бяла е Обзор, който се намира само на 5 км.
Съвременният релеф на Бяла е типично хълмист. До северозападните околности на града достигат източните склонове на Камчийска планина. Тези склонове се спускат плавно към морето с наклон от 2 до 5 %.
Бреговата ивица до града е съчетание от скалист бряг, малки заливи и плажни ивици с пясъчни дюни. Като цяло плажните ивици са тесни. По-голямата част от плажовете имат източна, североизточна и югоизточна експозиция, което предлага и по-оптимални условия за слънчево греене. До плажа достига централната зона на източната част на града с дължина около 500 м. Встрани от нея има малки плажове на вилните зони. Общата дължина на плажните ивици срещу града е около 3,5 км.

## История

### Античност и Средновековие
Първото селище в района на Бяла е възникнало вероятно през VІ в. пр. н.е. около залива на нос Свети Атанас. За това свидетелстват резултатите от подводните археологически проучвания на това място през 1979 г. с групата „Космос“ и през 1988 и 1989 г. – с водолазната група на НЕК-ЮНЕСКО. Селището се е намирало непосредствено до известна римска пътна станция /Темплум Йовис/, а около него има римска крепост. Името на станцията е дадено от храма на Зевс.
При археологическите проучвания на нос Св. Атанас е открита късноантична (ранновизантийска) крепост, която е била част от голямата военно-отбранителна система изградена при византийските императори Анастасий I и Юстиниан I. Обхващала е площ от около 38 – 40 декара. Укрепителната линия се е състояла от крепостна стена и ров пред нея. Локализирана е една голяма кула – основите ѝ са с диаметър над 14 – 15 м. Недалеч от крепостната стена е имало казармени помещения, едно от които е частично проучено. При разкопките също така е установено, че преди изграждането на крепостта, на носа е съществувало римско селище.
Най-интересният обект, открит тук е раннохристиянска базилика, датирана от V в. Крепостта е разрушена и опожарена при аваро-славянските нашествия от началото на VII век.
След основаването на Първото българско царство през 681 г., районът на днешния град влиза в границите му. От това време се отнася земленият отбранителен вал, който е преграждал брега между реките Двойница и Панаир дере (между Обзор и Бяла), който е доста разрушен. В насипа на този вал е открит и камък с врязани рунически букви-знаци.

### Османски период
През 1731 г. селото е споменато в османски регистър под името Акдере („Бяла речна долина“) и Курукьой ("Пресъхнало село"). По спомени на местни жители към края на ХІХ в. селището се е разделяло на две махали, които са се назовавали по името на църквите разположени в тях – гръцка или „Св. Успение Богородично“ и „Св. Параскева“.
От събитията преди 1878 г. славата на Бяла се свързва с името на хайдут Щерю Певтичев. Жителите на града му издигат паметник през 1986 г., който се намира в центъра.

### След Освобождението
В началото на ХХ век Бяла е най-голямото село във Варненски окръг и е стоварищен център на суров дървен материал. Според данни в редовния печат през 1905 г. Българското параходно дружество установява в Бяла спирка на парахода „София“ по маршрута Варна-Бургас. През 1923 г. в селището е назначен за постоянно медицински лекар. От 1925 до към 1928 г. от Бяла в Гърция са се изселили около двеста семейства в Катерини, Коринос, Китрос и Аспрос. В техните къщи се настаняват българи-бежанци от Македония, а по-късно и от Източна Тракия и Северна Добруджа.
След Втората световна война започва благоустрояването на селището. Дотогава къщите са едноетажни, измазани с кал или въобще без никаква мазилка. Общината се помещава в изоставени от германските войски бараки. За телеграфо-пощенска станция, медицинска амбулатория, родилен дом, ветеринарна лечебница и др. служби се наемат помещения в частни жилища. Голямо значение за благоустрояването на селището изиграва трудовата повинност. Тя се въвежда през 1948 г., като този труд се влага в изграждането на училището, читалището, мостове и пътна мрежа, водоснабдяване и електрификация, озеленяване.
Отделят се средства за изграждането на обществени сгради и оформянето на нов център. През 1976 г. са открити детска градина и аптека, преустроена е пощата. През 70-те години започва строителството на поликлиника, която официално е открита през 1983 г. Указ № 2907 от 5 септември 1984 г. определя на Бяла статут на град и е публикуван в Държавен вестник от 7 септември 1984 г. 

## Население
Численост на населението според преброяванията през годините:
| \| Година на преброяване \| Численост \| \| --------------------- \| --------- \| \| 1934 \| 2249 \| \| 1946 \| 2416 \| \| 1956 \| 2407 \| \| 1965 \| 2530 \| \| 1975 \| 2624 \| \| 1985 \| 2488 \| \| 1992 \| 2416 \| \| 2001 \| 2108 \| \| 2011 \| 2034 \| \| 2021 \| 1951 \| |           |
| Година на преброяване | Численост |
| 1934 | 2249      |
| 1946 | 2416      |
| 1956 | 2407      |
| 1965 | 2530      |
| 1975 | 2624      |
| 1985 | 2488      |
| 1992 | 2416      |
| 2001 | 2108      |
| 2011 | 2034      |
| 2021 | 1951      |

### Етнически състав

#### Преброяване на населението през 2011 г.
|                     | Численост | Дял (в %) |
| Общо                | 2034      | 100,00    |
| Българи             | 1935      | 95,13     |
| Турци               | ?         | ?         |
| Цигани              | ?         | ?         |
| Други               | 13        | 0,63      |
| Не се самоопределят | ?         | ?         |
| Неотговорили        | 74        | 3,63      |

## Религии
Легендите разказват, че най-старото християнско средище в землището на Бяла – параклисът „Св. Атанасий“, разположен на едноименния нос Св. Атанас е бил обитаван от монаси – исихасти, последователи на Теодосий Търновски. Знае се, че параклисът е сринат от османските поробители.
Най-старата действаща църква в Бяла носи името „Света Параскева“. Тя е построена през 1847 г. До 1907 г. в църквата се проповядва на гръцки, по което време се изземват и изгарят всички църковни книги на този език. В една от стаите в преддверието на храма е било гръцкото училище. Дарените икони са датирани от 1830 г., някои от тях са реставрирани от дядо Никола Зограф през 1935 г. Църковният храм „Св. Параскева“ е осветен през 1842 г. на 26 юли (стар стил) и храмовият празник е на същата дата.
Църквата „Успение Богородично“ е построена през 1876 г. и е действала до средата на 80-те години, след което е подложена на разрушение от атмосферните условия и липсата на всякаква поддръжка от властите и населението.
В центъра на града се намира параклисът „Св. Трифон“.

## Икономика
Икономическата активност не е особено висока, основните дейности са туризъм и земеделие. Летният туризъм привлича много хора. В последните години се забелязва удължаване на туристическия сезон, който започва в началото на месец май и продължава до септември.
В миналото гр. Бяла е бил известен с многото ученически лагери и ведомствени почивни станции. Днес туристическият профил на града е решително променен откъм битови условия на местата за настаняване, но като цяло остава място за нискобюджетен туризъм – над 80 % от категоризираните места за настаняване са с категория една или две звезди. Само два хотела са получили категория „4 звезди“. Разликата се явява значителна, ако се направи съпоставка на данните с намиращия се само на 5 км гр. Обзор. Немалка част от някогашните ученически лагери, тип бунгала, все още съществуват като сграден фонд, но не се ползват, не се поддържат и са в лошо състояние.
Профилът на туристическите обекти на територията на общината е разнообразен. Според Националния туристически регистър, през 2021 г. на територията на гр. Бяла функционират обекти с общо над 3800 места:
- Над 250 обекта тип „Апартаменти за гости“, общо с около 850 легла
- 9 комплекса с бунгала, с около 300 легла
- 2 ведомствени почивни станции
- 40 къщи за гости с над 700 легла
- 16 семейни хотела с 450 легла
- 30 обекта от тип „Стаи за гости“ с около 200 легла
- 3 хотела с общо над 1200 места

Категоризираните заведения за хранене са над 100, като повечето са ресторанти, барове и заведения за бързо обслужване.
С цел утвърждаване на устойчиви схеми за развитие и управление на туристическите дейности в общината, създаване, реклама и утвърждаване на конкурентен туристически продукт, координация на дейностите на заинтересованите страни и по-пълно усвояване на туристическия потенциал на града, Община Бяла всяка година приема годишни програми за развитие на туризма.
Земеделските дейности са слабо застъпени. Около града се отглеждат лозя. На територията на Община Бяла има няколко малки фабрики с различна дейност.

## Обществени институции
На територията на Община Бяла функционират две училища:
- Основно училище „Отец Паисий“;
- Професионална гимназия по селско стопанство и туризъм;
- Общински културен институт (музей);
- Народно читалище „Пробуда 1928“

## Забележителности
Най-старата съществуваща и до днес църква в Бяла е „Св. Преподобна Мъченица Параскева“ построена през 1840/41 година от жителите на Бяла по тогава действащите закони на Османската империя. Храмът на православните християни не е могъл да бъде по-висок от ръста на турчин с фес, покачен на своя кон и да не се различава по външна архитектура от останалите сгради в селото. През 2013 година бе извършена реставрация на над 170-годишния храм.
На територията на Бяла има изграден още един храм. Църквата „Св. Успение Богородично“ е датирана от 1876 година. През месец октомври 2001 г. по идея на родолюбиви българи е създадена Фондация „Вяра, Надежда, Любов“ в Бяла, която през 2003 г. успява да събере средства за започване на строежа по новия храм. След като бе разрушен напълно стария храм, на негово място започна изграждането на нов през месец септември 2003 г. Църквата
„Св. Успение Богородично“ е изградена напълно.
От 2009 година Община Бяла финансира единствено и само с нейни средства археологическите разкопки на нос „Св. Атанас“ в гр. Бяла.
През изминалите 10 археологически сезона бяха открити изключително интересни и ценни за българската и световната археология движими и недвижими паметници културни ценности.
През декември 2013 година Община Бяла приключи мащабен проект за Консервация, реставрация, експониране и социализация на „Антично селище и Късноантична крепост на нос „Св. Атанас“. По този проект са реставрирани и консервирани три от по-важните сгради – баптистерий (кръщелна), винарна и раннохристиянска базилика. Винарната е късноантична и няма друга в България, има 3 подобни в съседни държави.

### Природни забележителности

#### Белите скали
В малкото градче се намира палео-геоложкият обект Белите скали. Разположени са между северната страна на централния плаж и устието на река Бялата река. Природният и геоложки феномен Белите скали е обект от висока научна и екологична стойност.
Строежът на скалния масив е рядко срещан – представлява последователно напластявани пластове, силно дислоцирани и с ненарушени интервали. По състав геоложкият феномен се състои от здрави, светлосиви варовици с високо съдържание на глина. По време на лабораторни анализи на пластовете се установява, че тънък слой е образуван след сблъсъка на Земята с голям метеорит преди 65 млн. години. Падналият до п-в Юкатан в Мексиканския залив метеорит довел до масовото измиране на организми между периодите креда и терциер и оставил геоложки следи в различни точки на земното кълбо.

### Читалища
В град Бяла функционира Народно читалище „Пробуда 1928“. То е културен център на жителите на града от самото си създаване. Сградата на читалището се намира на площад „Европа“. В същата сграда се помещава и Библиотеката.

### Редовни събития
- Традиционно събитие през месец януари е празнуването на Йордановден.
- 14 февруари – денят на св. Трифон Зарезан – традиционно се празнува в Бяла. Бяла и региона са известни с дългогодишните си традиции в лозарството и винопроизводството и този празник е с особено значение за беленци.
- Всяка година на 19 февруари в Бяла се отдава почит на Апостола на Свободата, Васил Левски.
- Националният празник на България 3 март се почита всяка година с тържествен рецитал и поднасяне на венци в памет на загиналите в борбата за българската свобода.
- Съборът на Бяла се провежда на 21 май – деня на св. св. Константин и Елена.
- Танцов фестивал „Танци край морето“ е събитие, което се организира ежегодно с цел стимулиране и популяризиране на детски танцови състави от всички жанрове. Традиционно събитието се провежда през месец юни.
- В края на месец юни ежегодно на площад „Европа“ се провежда Националният събор на читалищата, в него се включват представители на всички региони и области, в характерните за тях носии.
- През месец юли се провежда едно от най-големите спортни събития за Община Бяла – Турнир по плажен волейбол „Бяла Опън“ (Byala Open). В спортното съревнование се включват спортисти от различни страни. Основната цел на събитието е да популяризира спорта и активния начин на живот сред младите хора.
- Денят на Бяла 5 септември се чества от 1984 г., когато селището е обявено за град. Той се разраства като Дни на Бяла и седмица на морето в гр. Бяла и става традиция от началото на 80-те години. В рамките на седем дни се организират различни спортни и културни събития, конкурси за малки и големи и концерти всяка вечер на откритата сцена на площад „Европа“.

## Личности
- Щерю Певтичев (1815 – 1860), хайдутин, войвода на хайдушка дружина
- Панчо Бобеков – първият кмет на Бяла от 1878 г. до 1894 г., построил първото българско училище през 1892 г.
- Аспарух Темелков (1896 – 1964), актьор, народен артист
- Милчо Лалков (1944 – 2000), историк, професор